# Tel Bet Yerah
Tel Bet Yerah (aussi connu comme Sennabris ou Khirbet el-Kerak) est un site archéologique d'Israël situé sur la rive sud-ouest du lac de Tibériade. Il s'élève à 15 m au-dessus du lac de Tibériade.
Il a été occupé au Bronze ancien, puis réoccupé seulement à l'époque hellénistique.

## Mention dans les sources anciennes
Le site est cité dans les textes d'Ougarit.[réf. nécessaire]